# Þórarinn Eldjárn
Þórarinn Eldjárn (født 22. august 1949 i Reykjavik) er en islandsk forfatter og poet. Hans forældre var arkæologen Kristján Eldjárn (som var Islands præsident i årene 1968–80) og Halldóra Ingolfsdóttir.